# 샌드박스 네트워크
샌드박스 네트워크(영어: Sandbox Network)는 대한민국의 멀티 채널 네트워크이다.

## 역사
2014년 11월 나희선(도티)은 자신의 친구인 이필성과 함께 멀티 채널 네트워크 전문 기업인 샌드박스 네트워크를 창립했다. 2015년 6월 나희선(도티)은 샌드박스의 최고콘텐츠책임자가 되었으며 이필성이 샌드박스의 CEO로 합류했다. 2019년 5월 YG엔터테인먼트를 나온 유병재를 영입하였으며, 유병재는 샌드박스 소속이 된 첫 번째 연예인이 되었다. 2019년 5월 31일, 도티와 같은 크루 소속이던 각별, 수현, 라더, 공룡, 잠뜰이 샌드박스 네트워크를 탈퇴하고 DIA TV로 이적하였다.

## 사건 및 사고
- 유튜브 뒷광고 논란

## 소속 인물
샌드박스 네트워크에는 300명 가까이 되는 크리에이터와 연예인들이 소속되어 있다. 또한 직원은 약 240명 정도이다.
| 이름                          | 활동 영역          | 컨텐츠         | 구독자    |
| ----------------------------- | ------------------ | -------------- | --------- |
| 감스트                        | 유튜브             | 스포츠, 게임   | 283만명   |
| 강남                          | 가수               |                |           |
| 겜브링                        | 유튜브, TV 방송    | 게임           | 296만 명  |
| 고누리                        | 유튜브             | 만화, 게임     | 275만 명  |
| 군림보                        | 유튜브             | 게임, 숏폼     | 143만 명  |
| 교양만두                      | 유튜브             | 지식           |           |
| 급식왕, 급식걸즈              | 유튜브             | 상황극, 게임   | 149만 명  |
| 김성회의 G식백과              | 유튜브, 치지직     | 게임 지식      | 93만 명   |
| 김블루                        | 유튜브, 치지직     | 게임, 숏폼     | 179만 명  |
| 김재원                        | 유튜브, 치지직     | 게임, 일상     | 3.4만 명  |
| 깨비키즈                      |                    |                |           |
| 나도                          | 유튜브             | 먹방           | 266만 명  |
| 도티                          | 유튜브, TV 방송    | 게임, 일상     | 236만 명  |
| 루퐁이네                      | 유튜브             | 일상, 강아지   | 229만 명  |
| 런민기                        | 유튜브, 치지직     | 게임           | 23.8만 명 |
| 매드라이프                    | 유튜브             | 게임           | 36.5만 명 |
| 민쩌미                        | 유튜브             | 일상           | 24.9만 명 |
| 밀키복이탄이                  | 유튜브             | 강아지, 고양이 | 222만 명  |
| 밍모                          | 유튜브             | 게임           | 100만 명  |
| 블루위키                      | 유튜브             | 게임           | 53만 명   |
| 배다해                        | 가수               |                |           |
| 보물섬                        | 유튜브             |                | 201만 명  |
| 쁘허                          | 유튜브             | 게임           | 110만     |
| 쉐어                          | 유튜브             | 게임           | 67만명    |
| 유라야 놀자                   | 유튜브             | 어린이         | 205만 명  |
| 임다                          | 유튜브, 아프리카TV | 개그           | 132만 명  |
| 오킹TV                        | 유튜브             | 토크           | 142만 명  |
| 지식해적단                    | 유튜브             | 지식           | 125만 명  |
| 주호민                        | 유튜브, TV 방송    | 게임           | 32만 명   |
| 총몇명                        | 유튜브             | 만화           | 225만 명  |
| 파뿌리                        | 유튜브, 틱톡       | 일상, 게임     | 176만 명  |
| 토깽이네                      | 유튜브             | 키즈, 가족     | 117만     |
| 제이제이튜브                  | 유튜브             | 어린이, 일상   | 304만 명  |
| 일단 은혁이(은혁(슈퍼주니어)) | 유튜브             | 일상           | 15.4만 명 |
| 소맥거핀                      | 유튜브             | 만화           | 612만명   |
| 진자림                        | 유튜브, 치지직     | 여러 분야      | 62만명    |
| 원정상                        | 유튜브, 치지직     | 여러 분야      | 50.8만명  |
| 빨간내복야코                  | 유튜브             | 음악           | 120만 명  |
| 1분만                         | 유튜브             |                | 108만 명  |

## 같이 보기
- 도티
- 이필성